# Melanomma martinianum
Melanomma martinianum är en lavart som först beskrevs av Linds., och fick sitt nu gällande namn av Pier Andrea Saccardo 1883. Melanomma martinianum ingår i släktet Melanomma och familjen Melanommataceae.   Inga underarter finns listade i Catalogue of Life.